# Parówka
Parówka – wędlina drobno mielona, nietrwała. Często spożywana w postaci hot doga, zapiekana w cieście bądź gotowana i spożywana z dodatkami, takimi jak musztarda, majonez lub keczup.

## Składniki
- mięso
- tłuszcz
- mięso oddzielane mechanicznie wieprzowe, drobiowe (MOM, MDOM)
- substancje smakowe
- emulsja skórkowa

## Produkcja
Mięso wstępnie rozdrabnia się w wilku przez siatkę 3 mm. Następnie rozdrabnia się w kutrze na jednolitą masę, dodając przyprawy i lód. Po zemulgowaniu dodaje się tłuszcz i dalej emulguje. Gotowym farszem napełnia się osłonki i osadza, po czym poddaje się dalszej obróbce termicznej.
Ze względu na dążenie do ograniczenia tłuszczu w wyrobach ze względów zdrowotnych oraz ze względu na większy popyt wyrobów mięsnych o zmniejszonej zawartości tłuszczu coraz częściej stosuje się różne dodatki, m.in. karagen.

## Parówka w kulturze
Wątek z parówką pojawia się w filmie Stanisława Barei pod tytułem Miś. Jednym z elementów tego dzieła jest realizacja filmu Ostatnia paróweczka hrabiego Barry Kenta, przy produkcji którego parówka jako rekwizyt ulega kradzieży. W scenopisie Misia jednak kradziony miał być dożynkowy chleb, pieczony według przepisów z czasów sanacji. Parówka jako rekwizyt Misia była także przygotowana według receptury przedwojennej. Ponieważ w tamtym czasie parówki przygotowywano w foliowych „koszulkach”, na co nie chciał zgodzić się Bareja, na potrzeby filmu zamówiono za pośrednictwem Ministerstwa Handlu Wewnętrznego kilkadziesiąt metrów baranich jelit oraz kiełbasę serdelową, z której po rozgotowaniu przygotowano wkład. Tytuł fikcyjnego filmu był kwestionowany przez cenzurę, która chciała, aby słowo „paróweczka” zamienić na „baryłeczka”.